# Roberto Emílio da Cunha
Roberto Emílio da Cunha, ismertebb nevén Roberto (Niterói, 1912. június 20. – 1977. március 20.) brazil labdarúgócsatár.
1. ↑  worldfootball.net. (Hozzáférés: 2019. június 10.)